# Волжско-Камский каскад ГЭС
Волжско-Камский каскад ГЭС — каскад водохранилищ и гидроэлектростанций в Волжском речном бассейне. Все объекты каскада располагаются на территории России. Организационно включает в себя 13 гидроузлов на Волге, Каме и Шексне, из них 12 имеют в своём составе гидроэлектростанции.
Крупнейшая транспортно-водно-энергетическая система в Европе, основная часть сооружений которой построена в советский период.
Крупнейшие гидроэлектростанции каскада, покрывающие пиковую часть графика электропотребления, являются основой Единой энергетической системы России.

## Водохранилища и гидроэлектростанции каскада
| Водохранилище  | Полезный объём, км³ | Площадь, км2 | ГЭС               | Мощность ГЭС, МВт | Год ввода ГЭС/плотины |
| -------------- | ------------------- | ------------ | ----------------- | ----------------- | --------------------- |
| Верхневолжское | 0,48                | 183          | -                 | -                 | 1845                  |
| Иваньковское   | 0,89                | 316          | Иваньковская ГЭС  | 28,8              | 1937                  |
| Угличское      | 0,67                | 249          | Угличская ГЭС     | 120               | 1940                  |
| Шекснинское    | 1,85                | 1670         | Шекснинская ГЭС   | 84                | 1965                  |
| Рыбинское      | 16,7                | 4580         | Рыбинская ГЭС     | 386,4             | 1941                  |
| Горьковское    | 3,9                 | 1590         | Нижегородская ГЭС | 530,5             | 1955                  |
| Чебоксарское   | 0,0                 | 2190         | Чебоксарская ГЭС  | 1370              | 1980                  |
| Камское        | 9,8                 | 1910         | Камская ГЭС       | 552               | 1954                  |
| Воткинское     | 4,45                | 1120         | Воткинская ГЭС    | 1115              | 1961                  |
| Нижнекамское   | 0,77                | 1370         | Нижнекамская ГЭС  | 1205              | 1979                  |
| Куйбышевское   | 30,9                | 6450         | Жигулёвская ГЭС   | 2488              | 1955                  |
| Саратовское    | 1,75                | 1831         | Саратовская ГЭС   | 1439              | 1967                  |
| Волгоградское  | 8,25                | 3117         | Волжская ГЭС      | 2734              | 1958                  |

1. ↑  Функционирует на пониженной отметке 63,0 метра в условиях незавершённого обустройства зоны водохранилища.
2. ↑  Станция официально не принята в эксплуатацию и её строительство считается незавершённым.

Интересно, что через Вышневолоцкое водохранилище в бассейн Волги отбирается сток реки Цны, это около 4 400 км² бассейна реки Волхов.
Энергетическое использование бассейна имеет значительные перспективы. Так, повышение уровня Чебоксарского и Нижнекамского водохранилищ до проектного позволит увеличить годовую выработку электроэнергии на соответствующих станциях на 2,5 млрд кВт⋅ч, и ещё на столько же — на нижележащих. Возможно строительство ГАЭС длинного графика на крупных водохранилищах. Значительное пополнение стока Волги возможно по гидроаккумулирующей схеме от Онежского озера через Волго-Балт (с учётом относительной близости Ленинградской АЭС-2).
Компания РусГидро, управляющая большинством станций каскада, проводит модернизацию оборудования, поднимая мощность и выработку. В частности в период с 2007 по 2015 годы мощность каскада увеличена более чем на 310 МВт, что сопоставимо с мощностью Нижне-Бурейской ГЭС. Модернизация продолжается, к 2023 году планируется увеличение мощности ещё более чем на 520 МВт.
В советское время рассматривалось строительство Верхнекамской ГЭС с крупным водохранилищем, русловой низконапорной Нижневолжской ГЭС в Астраханской области, электростанций на Чусовой и Вишере. В 1980-х годах была начата подготовка к строительству Ржевского гидроузла на Верхней Волге, Упертского гидроузла на реке Упа — но позднее эти работы были остановлены.
В бассейне Волги также расположен ряд других водохранилищ и гидроэлектростанций (Павловская ГЭС, Юмагузинская ГЭС, Широковская ГЭС и др.), которые организационно не считаются частью Волжско-Камского каскада.
| Водохранилище | Полезный объём, км³ | ГЭС                             | Мощность ГЭС, МВт | Год ввода ГЭС/плотины |
| ------------- | ------------------- | ------------------------------- | ----------------- | --------------------- |
| Вышневолоцкое | 0,32                | Новотверецкая ГЭС, Цнинская ГЭС | 2,4 + 0,22        | 1719                  |
| Вазузское     | 0,43                | -                               | -                 | 1978                  |
| Верхнерузское | 0,04                | Верхне-Рузская ГЭС              | 3,2 + 2           | 1978                  |
| Рузское       | 0,22                | Рузская ГЭС                     | 3,2 + 1,25        | 1966                  |
| Озернинское   | 0,14                | Озернинская ГЭС                 | 1,25              | 1967                  |
| Можайское     | 0,22                | Можайская ГЭС                   | 2,5               | 1962                  |
| Истринское    | 0,18                | Истринская ГЭС                  | 3,06              | 1937                  |
| Сурское       | 0,49                | ГЭС Сурского гидроузла          | 0,2               | 1978                  |
| Широковское   | 0,35                | Широковская ГЭС                 | 23,8              | 1948                  |
| Павловское    | 0,95                | Павловская ГЭС                  | 166,4             | 1961                  |
| Нугушское     | 0,36                | Нугушская ГЭС                   | 11,25             | 1967                  |
| Юмагузинское  | 0,46                | Юмагузинская ГЭС                | 45                | 2004                  |
| Шемуршинское  | 0,15                | -                               | -                 | 2009                  |
| Вурнарское    | 0,14                | -                               | -                 | 2011                  |
| Уводьское     | 0,08                | -                               | -                 | 1939                  |

Электроэнергия, вырабатываемая гидроэлектростанциями ПАО «РусГидро» на Волге и Каме, позволяет ежегодно экономить 12—13 млн тонн условного топлива и около 30 млн тонн атмосферного кислорода.